# Nûre Sûfî Bey
Nûre Sûfi Bey (Nur al-Din Sufi o Nura Sufi) fou el fundador de la nissaga karamànida. Era fill d'Hodja Sad al-Din (Hoca Sadeddin) i dirigia una tribu de turcmans que havia emigrat des de l'Arran fins a Anatòlia vers el 1220/1230.
Segons l'historiador Shikari, Nura Sufi estava més interesssat en les qüestions religioses (era un deixeble de Baba Ilyas) que en les polítiques i militars, i va deixar el comandament al seu fill Karaman fent una vida de solitud. Va morir a la meitat del segle xiii en data desconeguda (vers 1256) i fou enterrat a Degirmenlik, a la regió d'Ermenek. El seu fill Kerîmeddin Karaman Bey va assolir plenament el poder a la seva mort. Va deixar almenys dos altres fills: Zayn al-Hadjdj (mort en una batalla el 1262 lluitant per Izz al-Din Kaykaus contra Rukn al-Din Kaykubad) i Bunsuz, i una filla que fou la mare d'Ewliya, mort el 1282.